# Grupo Aval
Grupo Aval Acciones y Valores S.A. (deutsch Gruppe Aval Aktien und Wertpapiere) mit Sitz in Bogotá ist das größte Finanzkonglomerat in Kolumbien. Grupo Aval engagiert sich in der Bereitstellung von Bank- und Investmentgeschäften. Das Unternehmen wurde am 7. Januar 1994 von Luis Carlos Sarmiento gegründet.

## Geschäftstätigkeit
Zur kolumbianischen Gruppe gehören vier Banken: Banco de Bogotá, Banco de Occidente, Banco Popular und Banco AV Villas. Zusammen sind sie in der Aval-Gruppe Marktführer im Bankgeschäft und dazu beherrschend im Investment Banking mit Corficolombiana. Die Gruppe ist auch tonangebend bei den privat geführten Pensions- und Arbeitslosenkassen durch Porvenir. Mit der Grupo BAC Credomatic in Nicaragua ist Grupo Aval außerdem die größte und profitabelste regionale Finanzgruppe Zentralamerikas.
Grupo Aval bietet Bank- und Investmentgeschäfte und mit der Banco de Bogotá eine Universalbank mit nationaler Abdeckung, wie auch die Banco de Occidente mit Präsenz in der südwestlichen Region Kolumbiens. Das Banco Popular-Segment verarbeitet Lohn- und Gehaltskredite und bietet finanzielle Lösungen für die staatlichen Stellen im ganzen Land. Die Banco Comercial AV Villas konzentriert sich auf Konsumenten- und Hypothekengeschäfte, die ihre Kunden über ein nationales Service-Point-Netzwerk und eine mobile Banking-Plattform bedienen.
Die Aval-Gruppe zählt über 14 Millionen Kunden. Zum 31. Dezember 2015 betrieb das Unternehmen ein Netzwerk von 1.433 Filialen und 3.808 Geldautomaten in Kolumbien und 352 Filialen und 1.815 Geldautomaten in Mittelamerika.